# Saint-Fulgent-des-Ormes
Saint-Fulgent-des-Ormes è un comune francese di 172 abitanti situato nel dipartimento dell'Orne nella regione della Normandia.

## Società

### Evoluzione demografica
Abitanti censiti